# NGC 7814
NGC 7814 (również PGC 218 lub UGC 8) – galaktyka spiralna (Sab), znajdująca się w gwiazdozbiorze Pegaza. Została odkryta 8 października 1784 roku przez Williama Herschela. Przez podobieństwo do galaktyki M104 zwana Małym Sombrero.
W lipcu 2021 w galaktyce pojawiła się supernowa typu Ia SN2021rhu.